# Новоржевский уезд
Новорже́вский уе́зд (рус. дореф. Новоржевскій уѣздъ) — административная единица Псковской губернии Российской империи. По площади занимал 3696,2 км² (338313 десятин), население по состоянию на 1896 год — 109 950 человек. Уездным городом являлся Новоржев.

## История
В 1533 году после вхождения Пскова в состав Московского государства был создан Пусторжевский уезд с центром во Ржеве Пустой.

### В составе Российской империи
В XVIII веке на этой территории располагался погост Аршо, в который в 1777 году перенесено управление уезда из Пустой Ржевы. При этом погост получил статус города и был переименован в «Новоржев». В 1796 году город получил статус заштатного. В 1802 году статус уезда был восстановлен.
На начало XX века основным занятием жителей являлось земледелие, хотя также имелся ряд заводов и были развиты кустарные промыслы.

### При советской власти
1 августа 1927 года на территории Новоржевского уезда был образован Новоржевский район Псковской области, основу которого тогда составила бывшая Новоржевская волость. Также в 1927 году из состава уезда был выделен Бежаницкий район.

### Современное положение
В данный момент бо́льшая часть территории Новоржевского уезда входит в состав Новоржевского района Псковской области.

## Географическое положение
По состоянию на начало XX века Новоржевский уезд располагался в центральной части Псковской губернии и граничил с Опочецким уездом на юго-западе, Великолукским уездом на юго-востоке, Холмским уездом на востоке и Порховским и Островским уездами на севере.

## Состав уезда
- Ахинавская волость
- Ашевская волость
- Барановская волость
- Бежанская волость
- Дворицкая волость
- Духновская волость
- Жадрицкая волость
- Копылковская волость
- Кудеверская волость
- Новинская волость
- Новоржевская волость
- Оршанская волость
- Туровская волость

По состоянию на 1914 год в состав Новоржевского уезда Псковской губернии входили волости:
- Аполинская волость (Аполье)
- Дворицкая волость (Карточи)
- Гривинская волость (Юхново)
- Туровская волость (Турово)
- Захонская волость (Ашево)
- Горская волость (Ашево)
- Бежаницкая волость (Бежаницы)
- Новинская волость (Добрывичи)
- Посадниковская волость (Посадниково)
- Оршанская волость (Орша)
- Жадрицкая волость (Жадрицы)
- Барановская волость (Макарово)
- Аксеновская волость (Аксеново)
- Кудеверская волость (Кудеверь)
- Духновская волость (Духново)

В состав Новоржевского уезда Псковской губернии РСФСР периода 1924 — 1927 годов, входили 4 укрупнённые волости:
- Ашевская волость (центр — с. Ашево)
- Бежаницкая волость (центр — с. Бежаницы)
- Кудеверская волость (центр — с. Кудеверь)
- Новоржевская волость (центр — г. Новоржев)